# Madeleine Huguenin
Anne-Marie Huguenin, mieux connue sous son nom de plume de Madeleine et qui signait parfois avec le pseudonyme Myrto (née à Rimouski le 5 octobre 1875 et morte à Montréal le 21 octobre 1943) est une écrivaine, journaliste, romancière et éditrice canadienne-française. Elle est reconnue comme étant l’une des premières femmes journalistes au Canada. Elle écrivit entre autres dans le journal La Patrie et elle fonda et dirigea le magazine La Revue moderne de 1919 à 1924. Son véritable prénom est Anne-Marie : Madeleine était un pseudonyme qui lui permettait de protéger sa liberté d’expression. Tenant des discours considérés comme provocants à l’époque, elle ne voulait pas signer ces articles sous son nom principal.  

## Biographie

### Enfance
Madeleine Huguenin (née Gleason) vit le jour à Rimouski le 5 octobre 1875. Elle fut la fille d’un père irlandais, John Gleason et d’une mère canadienne-française, Eugénie Garon. Cette famille bourgeoise était reconnue pour son implication sur la scène politique de sa région natale. Son grand-père maternel, Joseph Garon, a été le premier député de Rimouski élu à l’Assemblée législative du Québec. 
Elle commença sa scolarité à l’âge de 5 ans au couvent des Sœurs de la Charité située à La Malbaie. Elle a continué par la suite son parcours scolaire au pensionnat des Sœurs de la Charité de Rimouski de 1883 à 1890. Elle n’a jamais obtenu son diplôme puisque son père la retira de l’école avant la fin de son parcours scolaire.

### Carrière
Madeleine Huguenin se fit connaître comme journaliste, écrivaine, dramaturge. À la fin de sa carrière, elle a contribué à 18 périodiques différents, a publié trois recueils de texte, deux pièces de théâtre et un roman,,. 

#### Le début de carrière (Le courrier de RimouskietLe Monde illustré)
Madeleine Huguenin commença sa carrière journalistique pour Le Courrier de Rimouski. Bien qu’il n’existe plus de copies du périodique en question, on estime qu’elle commença à écrire pour ce périodique avant l’âge de 20 ans. Elle poursuivit par la suite sa carrière journalistique à l’intérieur du journal Le Monde illustré à partir de mai 1897. Sa participation à ce périodique dura 4 ans. 

#### La Patrie
En 1901, Madeleine Huguenin se fait offrir par Joseph-Israël Tarte la page féminine de La Patrie. Elle remplaça Robertine Barry qui démissionna pour fonder son propre périodique. Elle prit donc en charge la section dénommée « Royaume des femmes ». C’est à partir de ce moment qu’elle commença à signer sous le pseudonyme de Madeleine. Elle fut responsable de l’écriture de cette section durant 19 ans. Ce segment permettait d’atteindre une clientèle féminine plus large, un public que les publicitaires voulaient rejoindre. On introduisait à l’intérieur de cette section plusieurs types de contenu tels que de la poésie, des recettes, des biographies, la mode, etc. Ses billets concernaient également la vie quotidienne des Montréalaises et comment celles-ci pourraient améliorer leurs conditions féminines. En effet, elle suggéra aux femmes de s’instruire avec différentes lectures, de faire preuve de tempérance, d’appuyer des œuvres de charité, etc.

#### La Revue moderne
En 1919, Madeleine Huguenin quitta le quotidien La Patrie et fonda La Revue moderne, qui est devenue Châtelaine en 1960,. Lorsqu'elle fonda ce nouveau périodique, Madeleine Huguenin avait pour but de donner une tribune à l’ensemble des tendances intellectuelles : « La Revue Moderne [sic] n'étant à la dévotion d'aucune politique, ni subventionnée par l'argent de qui que ce soit, peut permettre à ses écrivains d'exprimer sincèrement leurs idées, quitte à s'attirer des répliques qui mettront de la vie et de la pensée dans nos pages : "De la discussion jaillit la lumière", ne l'oublions pas. » Cependant, la revue adopta rapidement une position en faveur de l’unité nationale et attaqua à de nombreuses reprises le nationalisme et leurs représentants.
S’adressant à un lectorat majoritairement féminin, La Revue moderne avait également pour but d’instruire celles-ci en développant leur appréciation des arts et de la littérature. S’adressant particulièrement aux femmes aisées, le périodique incitait les femmes à consommer des produits de luxe. Cependant, la revue incitait également les femmes à s’émanciper en démontrant « leur capacité à faire leurs propres choix dans le but d’améliorer leurs conditions de vie et leurs relations sociales, notamment avec les hommes. »
Madeleine Huguenin fut l’éditrice et la directrice de ce magazine. Elle participa également au contenu du magazine à l’aide de ses nombreux billets, de ses récits et de ses prises de position. Dans la même lignée que dans La Patrie, Madeleine utilisa sa position de journaliste pour encourager les femmes à améliorer leur quotidien.  Elle défendit particulièrement l’accès à l’éducation pour les jeunes filles tout en défendant l’instruction de l’économie domestique «Il ne faut pas élever les filles pour en faire des marquises ou des duchesses, mais les mettre en état de tenir la maison... préparons la jeune fille à la lutte pour la vie, afin qu'elle puisse combattre victorieusement pour le bien-être de la famille, dont elle deviendra le soutien et l'égide!» Elle prit également position sur les différents enjeux politiques à travers ses éditoriaux, qui étaient signés sous son pseudonyme. 

#### Théâtre
En dehors de sa carrière journalistique, Madeleine Huguenin fut également dramaturge. Elle écrivit deux pièces de théâtre, la première était intitulée L’Adieu du poète qui fut joué pour la première fois en 1902. La deuxième pièce s’appelait En pleine gloire! Elle avait été conçue pour un dignitaire français en visite au Québec en 1919. 

#### Roman
Madeleine Huguenin publia son premier et unique roman qui s’intitula Anne Mérival entre octobre et décembre 1927. Il s’agissait d’un roman-feuilleton qui a été publié dans La Revue moderne, une revue qu'elle a fondée. Le roman portait sur une journaliste dans un grand quotidien qui est en quête de reconnaissance chez son fiancé face à son talent littéraire,. 

#### Recueils de textes
Durant l’ensemble de sa carrière, soit de 1897 à 1943, Madeleine Huguenin a produit plus de trois mille chroniques, billets, contes, lettres et articles de styles variés. Au cours de sa carrière, elle publia donc trois recueils de chroniques : Premier Péché (1902), Le Long du chemin (1912), Le Meilleur de soi (1924).

### Prises de position

#### Féminisme
Madeleine Huguenin, malgré ses prises de position en faveur d’une amélioration des conditions féminines, a refusé l’étiquette féministe. Elle voulait éviter de s’associer à un mouvement, trop peu connu encore, et qui ne faisait que provoquer la colère du clergé et de l’idéologie majoritaire. Elle essaya donc de se tenir loin de ce débat idéologique, tout en incitant les femmes à se libérer au quotidien. 
Madeleine Huguenin resta plutôt discrète concernant le droit de vote des femmes. Essayant de rejoindre autant les féministes libérales et les féministes maternalistes, en leur demandant de se joindre en une seule et même cause pour l’avancement du mouvement de la femme, elle garda son opinion personnelle sur le droit de vote pour éviter d’aliéner l’un des deux camps. Elle était cependant pour en principe, mais elle affirmait que le manque de culture politique des femmes amènerait à leur exploitation durant les élections. 

#### Langue française
Le respect de la langue française a tenu une place importante dans la carrière de Madeleine Huguenin. Elle prit la parole pour défendre la langue française notamment lors d’une conférence intitulée « Le Foyer gardien de la langue française ». Lors de celle-ci, elle défendait entre autres l’importance des mères de transmettre la langue à leurs enfants. 

### Œuvres de charité
En dehors de son travail de journaliste et de directrice de périodique, Madeleine Huguenin s’est investie dans plusieurs œuvres de charité. Elle défendit plusieurs causes dont la protection des aînés, des femmes, des défavorisés. Elle s’est investie dans deux causes plus particulièrement : le Canadian Women’s Press Club et la Fédération nationale Saint-Jean-Baptiste.

#### Canadian Women’s Press Club
En 1904, Madeleine Huguenin participa avec 15 autres journalistes féminines à la couverture l’Exposition universelle de Saint-Louis au Missouri pour le Canada. Au cours de cette période, les différentes journalistes formèrent des liens et déterminèrent qu’il serait important d’établir les bases d’une collaboration nationale entre les femmes journalistes du Canada afin d’établir leur crédibilité et améliorer leur condition de travail. C’est ainsi que le Canadian Women’s Press Club est né. Celui-ci a pour but principal d’offrir aux femmes journalistes de l’appui et « de maintenir et d’améliorer le statut du journalisme comme profession pour femmes ». 

#### La Bonne parole
Madeleine Huguenin fonda La Bonne parole, une fraction de la Fédération nationale Saint-Jean-Baptiste était un organisme qui avait pour mission de « grouper les Canadiennes françaises catholiques en vue de fortifier par l'union leur action dans la famille et dans la société ». La Bonne parole publiait différentes revues dans lesquelles les membres féminines de la Fédération nationale Saint-Jean-Baptiste s’exprimaient sur les enjeux féminins et sur leur vision du monde. Ce périodique donnait donc une opportunité de communication pour les femmes. Madeleine Huguenin fut la directrice de ce périodique de 1913 à 1919. C’est à travers La Bonne parole que Madeleine incita les femmes à prendre leur responsabilité et faire leur effort de guerre durant la Première Guerre mondiale : « La femme est appelée dans toutes les nations à prendre sa part plus large de responsabilités, à sauvegarder le présent, à préparer l'avenir, à assurer en un mot la vie des peuples, non seulement dans la mission sacrée qui est sa fonction naturelle, mais encore dans l'accomplissement de besognes qui ont été jusqu'ici épargnées à ce que l'on voulait bien appeler sa faiblesse. » Elle quitta l’organisation en 1919 afin de se concentrer sur son nouveau projet, La Revue moderne.

### Vie privée
En 1904, Madeleine Huguenin épousa un médecin montréalais, Wilfrid-Arthur Huguenin. Ce dernier possédait une grande fortune et il soutint Madeleine Huguenin autant psychologiquement que financièrement. Ce soutien permit à La Revue moderne d’avoir une indépendance éditoriale. En 1924, son mari meurt à l’âge de 56 ans. 
En 1929, son enfant unique décède également. À la suite de ces deux drames, la carrière professionnelle de Madeleine Huguenin ralentit considérablement.

## Récompenses
Au cours de sa carrière, Madeleine Huguenin obtint plusieurs récompenses pour sa contribution journalistique ainsi que pour ses œuvres charitables. Le gouvernement français lui décerna les Palmes académiques  en 1910 et les Palmes de l’instruction publique 1916.  Pour sa grande implication durant la Première Guerre mondiale, la France lui accorda la Médaille d’argent de la reconnaissance française en 1920 et la Belgique lui donna la Médaille d’or de la Reconnaissance belge en 1921.